# Узбекская письменность
Узбекская письменность (узб. Oʻzbek yozuvi / Ўзбек ёзуви) — письменность узбекского языка. За время своего существования несколько раз меняла свою графическую основу и неоднократно реформировалась. В настоящее время для записи узбекского языка используется латиница (официальный шрифт в Узбекистане), кириллица (в Кыргызстане, Таджикистане и в Казахстане, также имеет широкое распространение в Узбекистане) и арабское письмо (в Афганистане).

## Арабский алфавит
До VIII—IX веков предки узбеков пользовались различными письменностями — староуйгурским письмом, древнехорезмийским письмом и тюркскими рунами. После арабского завоевания Средней Азии там был принят арабский алфавит.
Древнейшие письменные памятники староузбекского языка относятся к XI веку. В них использовались следующие буквы: ى ۋ و ن م ل ک ق ف غ ﻉ ﻅ ﻁ ﺽ ﺹ ش س ژ ز ر ﺫ د خ ﺡ ﺝ ث ﺕ ب ا. При этом буквы ﺡ ,ت ,ﻉ ,ﻅ ,ﻁ ,ﺽ ,ﺹ ,ﺫ употреблялись только в арабских заимствованиях. По мере проникновения в староузбекский язык заимствований из фарси в состав алфавита входят буквы چ и پ (для звуков [ч] и [п]), происходят также и другие изменения, приближающие арабский алфавит к нуждам тюркской фонетики. В результате в XV веке алфавит староузбекского литературного языка стал выглядеть так: ى ﻩ و ن م ل ک ق ف غ ﻉ ﻅ ﻁ ﺽ ﺹ ش س ژ ز ر ﺫ د خ ﺡ چ ﺝ ت ﺕ پ ب آ ا.
После присоединения Средней Азии к Российской империи, начиная с 1860-х годов, функции узбекской письменности заметно расширились. В частности, началось массовое книгопечатание, появились газеты и журналы, расширилось применение письменности в сфере образования. В связи с этим произошли некоторые усовершенствования в составе узбекского алфавита. Так, в алфавит были введены буквы گ и ڭ ,ڴ для обозначения звуков [г] и [ң]. Однако в то время узбекская письменность не имела какой-либо нормы и в разных изданиях использовались разные варианты алфавита и орфографии.
После революции 1917 года развернулась широкая дискуссия о реформировании узбекской письменности. В 1918—1922 годах активное участие в ней принимали члены филологического общества «Чиғатай гурунги». В то время выявились три основные точки зрения на будущее алфавита. Так называемые «староорфографисты» предлагали пользоваться арабским письмом без каких-либо изменений, «среднеорфографисты» предлагали ввести в алфавит 6 дополнительных знаков для обозначения гласных звуков, «новоорфографисты» помимо введения знаков для гласных предлагали изъять из алфавита буквы, используемые только в арабских словах. В январе 1921 года I краевой съезд по вопросам узбекского алфавита и орфографии, проходивший в Ташкенте, одобрил проект реформы А. Фитрата. Согласно проекту предполагалось вместо 4 начертаний арабских букв оставить только одно, начальное, исключить буквы, используемые только в арабских словах и ввести отдельные буквы для гласных. Этот проект не был реализован.
Точка в спорах по поводу реформы узбекского письма на арабской графической основе была поставлена в октябре 1923 на Первой орфографической конференции среднеазиатских узбеков, проходившей в Бухаре. В целом были приняты предложения «новоорфографистов» и алфавит принял следующий вид: ى ئي ئا ئۇ ئو ئى ئه ﻫ ﻩ ۉ و ن م ل ڭ گ ک ق ف غ ش س ژ ز ر د خ چ ﺝ ﺕ پ ب ﺋ. Этот алфавит был официально утверждён 18 октября 1923 года Народным комиссаром просвещения Туркестанской АССР. В таком виде алфавит действовал в СССР до 1930 года.
В Афганистане для узбекского языка по настоящее время используется несколько отличный вариант алфавита на основе арабо-персидской графики:  ٸ ى ې ي ة ﻩ ۉ ۇ ٶ و ن م ل گ ک ق ف غ ع ظ ط ض ص ش س ژ ز ر ذ د خ ح چ ﺝ ث ﺕ پ ب ء أ ا آ.

## Яналиф
Вопрос о переходе узбекского языка на латиницу был поднят ещё в 1920 году. В январе 1921 года он обсуждался на краевом съезде в Ташкенте, но тогда сторонники латинизации не получили одобрения со стороны многочисленных приверженцев реформирования арабского письма. Вторично этот вопрос был поднят в 1926 году на I тюркологическом съезде в Баку. На этом съезде был одобрен переход всех тюркских языков народов СССР на новый латинский алфавит — яналиф. Для реализации перехода на латиницу был создан Комитет нового алфавита при Президиуме ЦИК Советов Узбекской ССР. Различные проекты нового алфавита широко обсуждались на страницах печати, различных заседаниях, собраниях, конференциях. Значительная дискуссия разгорелась по вопросу отображения на письме сингармонизма; в итоге было решено отображать сингармонизм на письме, для чего в алфавит были введены 9 букв для отображения гласных.
На Республиканской орфографической конференции в Самарканде, проходившей в мае 1929 года, был утверждён новый узбекский алфавит из 34 знаков:
| A a | B ʙ | C c | Ç ç | D d | E e | Ə ə | F f | G g | Ƣ ƣ | H h | I i |
| J j | K k | L l | M m | N n | Ꞑ ꞑ | O o | Ө ө | P p | Q q | R r | S s |
| Ş ş | T t | U u | V v | X x | Y y | Z z | Ƶ ƶ | Ь ь | '   |     |     |

В январе 1934 года на Республиканском съезде по вопросам языка и орфографии было решено исключить из узбекского алфавита буквы Ө ө, Y y, Ь ь, а также ограничить употребление буквы Ə ə, заменив её во многих случаях на A a. Решение было утверждено Президиумом ЦИК Советов Узбекской ССР 13 марта 1934 года. Эта реформа упростила узбекскую орфографию, но не решила все её проблемы. В связи с этим в 1937 году коллектив учёных под руководством А. К. Боровкова приступил к разработке нового варианта узбекского алфавита и орфографии. Составленный этим коллективом алфавит имел следующий вид: A a, B b, V v, G g, D d, E e, Ƶ ƶ, Z z, I i, J j, K k, L l, M m, N n, Å å, O o, P p, R r, S s, T t, U u, F f, X x, C c, Ş ş, Ç ç, Q q, Ƣ ƣ, H h, Ꞑ ꞑ. Однако в это время в СССР уже набирал силу процесс кириллизации, что сделало реформу латинизированного алфавита неактуальной.

## Кириллица
В 1939 году при Коллегии Наркомпроса Узбекской ССР была создана комиссия по разработке узбекского алфавита на основе кириллицы. Эта комиссия разработала алфавит, который включал все 33 буквы русского алфавита, а также дополнительные знаки Ң ң, Ҷ ҷ, Ө ө, Қ қ, Ƶ ƶ, Ҳ ҳ и апостроф. Однако этот проект подвергся мощной критике языковедов и педагогов за свою громоздкость и наличие лишних букв. Большинство критиков предлагало исключить из алфавита буквы Щ щ и Ы ы. Некоторые считали необходимым также исключить буквы Е е, Ё ё, Ц ц, Ю ю, Я я. Букву А а предлагали принять для звука [ɔ], а для [ä] использовать Ə ə. Помимо основного проекта узбекского кириллического алфавита был предложен и ряд других:
| Яналиф       | Основной проект | проект I | проект II | проект III | проект IV | проект V |
| ------------ | --------------- | -------- | --------- | ---------- | --------- | -------- |
| ç            | ҷ               | җ        | чʼ        | дж         | ç         | дж       |
| q            | қ               | ʀ        | кʼ        | къ         | q         | к        |
| ƣ            | ғ               | v        | гʼ        | гъ         | ƣ         | г        |
| h            | һ               | ҳ        | хʼ        | хъ         | h         | х        |
| ꞑ            | ң               | ң        | нг        | нг         | ꞑ         | нг       |
| ө            | ө               | ө        | уʼ        | ў          | ө         | ү        |
| o            | о               | о        |           | ў          | о         | у        |
| a            | о               | ā        | о         | о          | а         | о        |
| ə            | а               | а        | а         | а          | ə         | а        |
| ts           | ц               | ц        | ц         | ц          | тс        | ц        |
| ş, şc, c     | щ               | шч/щ     | щ         | щ          | шч/ш      | щ        |
| je           | е               | йе/е     | е         | е          | йе/е      | е        |
| ja           | ё               | йо/о     | ё         | ё          | йо/о      | ё        |
| i            | ы               | и        | ы         | ы          | и         | ы        |
| ju, jy, u, y | ю               | ю        | ю         | ю          | йу/у      | ю        |
| jə           | я               | я        | я         | я          | йа/а      | я        |
| е            | э               | е        | э         | э          | е         | э        |
| ʼ            | ъ               | ʼ        | ъ         | ъ          | ʼ         | ъ        |
| ʼ            | ь               | ʼ        | ь         | ь          |           | ь        |

Наконец, состав алфавита был окончательно определён, и 8 мая 1940 года III сессия Верховного Совета Узбекской ССР приняла закон о переходе на алфавит на основе русской графики. Алфавит получил следующий вид:
| А а | Б б | В в | Г г | Д д | Е е | Ё ё | Ж ж | З з | И и |
| Й й | К к | Л л | М м | Н н | О о | П п | Р р | С с | Т т |
| У у | Ф ф | Х х | Ц ц | Ч ч | Ш ш | Ъ ъ | Ь ь | Э э | Ю ю |
| Я я | Ў ў | Қ қ | Ғ ғ | Ҳ ҳ | ʼ   |     |     |     |     |

Срок перехода на новый алфавит был установлен до 1 января 1942 года. Отдельные недостатки алфавита неоднократно обсуждались, предлагались варианты их устранения: например, ввести в алфавит буквы Щ щ и Ы ы, исключить Ҳ ҳ, изменить порядок букв в алфавите, заменить отображение нелабиализованного звука [a] буквой О о на что-нибудь другое. Однако единственным изменением стала замена апострофа на букву ъ в 1956 году.
Несмотря на дальнейшие реформы, этот алфавит по-прежнему находится в употреблении как в Узбекистане, так и соседних странах (Таджикистан, Кыргызстан и Казахстан).

## Современная латиница
В ноябре 1991 года, во время распада СССР, в Стамбуле прошла конференция, на которой представители тюркских республик СССР и России поддержали проект перехода тюркских письменностей на латиницу, максимально приближенную к турецкому алфавиту. В дальнейшем участники конференции намеревались требовать от властей своих республик перейти на этот алфавит.
2 сентября 1993 года президент Узбекистана И. Каримов подписал закон «О введении узбекского алфавита, основанного на латинской графике». Новый алфавит в общих чертах совпадал с проектом, предложенным в Стамбуле. В состав алфавита вошли следующие знаки: A a, B b, C c, D d, E e, F f, G g, H h, I i, J j, K k, L l, M m, N n, O o, P p, Q q, R r, S s, T t, U u, V v, X x, Y y, Z z, Ç ç, Ğ ğ, Ɉ ɉ, Ñ ñ, Ö ö, Ş ş, ʼ.
Однако уже в мае 1995 года этот алфавит был пересмотрен и вместо него введён другой вариант. Его основным отличием стало отсутствие букв с диакритическими знаками. Буквы Ç ç, Ş ş, Ğ ğ, Ö ö, Ñ ñ, Ɉ ɉ были заменены на Ch ch, Sh sh, Gʻ gʻ, Oʻ oʻ, Ng ng, J j соответственно. Алфавит принял следующий вид:
| А а | B b | D d | Е е | F f   | G g   | H h   | I i   | J j   | K k |
| L l | М m | N n | О о | P p   | Q q   | R r   | S s   | Т t   | U u |
| V v | X x | Y y | Z z | Oʻ oʻ | Gʻ gʻ | Sh sh | Ch ch | Ng ng | ʼ   |

Новый алфавит по сути явился простой транслитерацией кириллического алфавита и не решил проблем орфографии, которые неоднократно обсуждались с середины XX века. Единственным изменением стало изъятие из алфавита букв «е», «ё», «ю», «я» и замена их на буквосочетания ye, yo, yu, ya. Первоначально переход на новый алфавит планировалось завершить к 2000 году, затем срок был передвинут на 2005 год, а затем на 2010. После этого срок был передвинут на 2015 год, но и к тому времени переход на латинский алфавит в Узбекистане был далёк от завершения: на латиницу переведена сфера образования и частично делопроизводство, но газеты и журналы продолжают выходить на кириллице, на ней печатается около 70 % литературы. В рекламе, на телевидении и в интернете используются как кириллица, так и латиница. В 2018 году был объявлен новый срок завершения перехода — 2021 год, а в 2021 году срок перенесён на 1 января 2023 года.
Формально в узбекском три вида апострофов: типографский прямой (U+02BC ʼ ), типографский перевёрнутый (U+02BB ʻ ), и прямой машинописный (U+0027 ' ). По стандарту Юникода для первых двух следует использовать модификаторы букв, на практике же часто используются одинарные кавычки (U+2019 ’  и U+2018 ‘ ) из-за простоты, кроме того, типографы часто рисуют только распространенные глифы и в шрифтах эти апострофы отсутствуют. Машинописный апостроф использовать в верстке не рекомендуется..
В рукописи вместо перевёрнутого апострофа <ʻ> пишется тильда, соответственно: {\displaystyle {\mathcal {{\tilde {O}}{\tilde {o}},{\tilde {G}}{\tilde {g}}}}}.
В 2018—2023 годах узбекистанскими учёными-лингвистами был предложен ряд реформ латинизированного алфавита. Предлагаемые изменения приведены в таблице:
| Действующий алфавит | Ноябрь 2018   | Май 2019      | Март 2021     | Ноябрь 2021   | Сентябрь 2023 |
| ------------------- | ------------- | ------------- | ------------- | ------------- | ------------- |
| Oʻ oʻ               | Ŏ ŏ           | Ó ó           | Ō ō           | Ō ō           | Õ õ           |
| Gʻ gʻ               | Ğ ğ           | Ǵ ǵ           | Ḡ ḡ           | Ğ ğ           | Ğ ğ           |
| Sh sh               | Ş ş           | Ş ş           | Ş ş           | Ş ş           | Ş ş           |
| Ch ch               | Ç ç           | Ç ç           | Ç ç           | Ç ç           | C c           |
| Ng ng               | без изменений | без изменений | без изменений | Ñ ñ           | без изменений |
| Ts ts               | без изменений | C c           | без изменений | без изменений | без изменений |

## Соответствия между буквами разных алфавитов
Ниже приведена таблица соответствий букв узбекских алфавитов.
| Таблица транслитерации | Таблица транслитерации | Таблица транслитерации | Таблица транслитерации | Таблица транслитерации | Таблица транслитерации |
| Арабский               | Арабский (Афганистан)  | Латиница               | Кириллица              | Латиница               | МФА                    |
| ---------------------- | ---------------------- | ---------------------- | ---------------------- | ---------------------- | ---------------------- |
| 1923—1930              | совр.                  | 1934—1940              | с 1940                 | с 1995                 | МФА                    |
| ئه ,ه                  | ه                      | A a, Ə ə               | А а                    | A a                    | [a~æ]                  |
| ﺏ                      | ﺏ                      | B ʙ                    | Б б                    | B b                    | [b]                    |
| ﺩ                      | ﺩ                      | D d                    | Д д                    | D d                    | [d]                    |
| ي, ئي                  | ې                      | E e                    | Е е, Э э               | E e                    | [е]                    |
| ﻑ                      | ﻑ                      | F f                    | Ф ф                    | F f                    | [f]                    |
| گ                      | گ                      | G g                    | Г г                    | G g                    | [g]                    |
| ﻫ                      | ه                      | H h                    | Ҳ ҳ                    | H h                    | [h]                    |
| ی                      | ی                      | I i                    | И и                    | I i                    | [ɪ~i]                  |
| ﺝ, ژ                   | ﺝ, ژ                   | Ç ç, Ƶ ƶ               | Ж ж                    | J j                    | [d͡ʒ], [ʒ]              |
| ﻙ, ک                   | ﻙ, ک                   | K k                    | К к                    | K k                    | [k]                    |
| ﻝ                      | ﻝ                      | L l                    | Л л                    | L l                    | [l]                    |
| ﻡ                      | ﻡ                      | M m                    | М м                    | M m                    | [m]                    |
| ن                      | ن                      | N n                    | Н н                    | N n                    | [n]                    |
| ا, و, ئا, ئو           | ا, آ                   | A a, O o               | О о                    | O o                    | [ɑ~ɒ]                  |
| پ                      | پ                      | P p                    | П п                    | P p                    | [p]                    |
| ﻕ                      | ﻕ                      | Q q                    | Қ қ                    | Q q                    | [q]                    |
| ﺭ                      | ﺭ                      | R r                    | Р р                    | R r                    | [r]                    |
| س                      | س, ص                   | S s                    | С с                    | S s                    | [s]                    |
| ﺕ                      | ﺕ                      | T t                    | Т т                    | T t                    | [t]                    |
| ئۇ                     | و                      | U u                    | У у                    | U u                    | [u]                    |
| ۉ                      | و                      | V v                    | В в                    | V v                    | [v], [w]               |
| ﺥ                      | ﺥ                      | X x                    | Х х                    | X x                    | [χ]                    |
| ی                      | ی                      | J j                    | Й й                    | Y y                    | [j]                    |
| ز                      | ز, ذ, ظ, ض             | Z z                    | З з                    | Z z                    | [z]                    |
| و, ئو                  | ۉ                      | O o                    | Ў ў                    | Oʻ oʻ                  | [o~ɵ]                  |
| ﻍ                      | ﻍ                      | Ƣ ƣ                    | Ғ ғ                    | Gʻ gʻ                  | [ɣ~ʁ]                  |
| ﺵ                      | ﺵ                      | Ş ş                    | Ш ш                    | Sh sh                  | [ʃ]                    |
| چ                      | چ                      | C c                    | Ч ч                    | Ch ch                  | [t͡ʃ]                   |
| ڭ                      | نگ                     | Ꞑ ꞑ                    | Нг нг                  | ng                     | [ŋ]                    |
| ء, ﺋ                   | ء, ا, أ, إ, ئ, ؤ, ع    | ʼ                      | Ъ ъ                    | ʼ                      | [ʔ]                    |

- Кириллические буквы Ё ё, Ю ю, Я я в современном латинском алфавите обозначаются сочетаниями букв Yo yo, Yu yu, Ya ya.
- Кириллическая Ц ц передаётся через Ts ts или S s[22].